# Karl Utischill
Karl Utischill (* 10. Februar 1884 in Podersam, Österreich-Ungarn; † unbekannt) war ein tschechoslowakischer Jurist und deutscher Landrat.

## Leben und Wirken
Nach dem Besuch des Gymnasiums, an dem er 1903 die Matura ablegte, ging er zum Studium der Rechtswissenschaften an die Karl-Ferdinands-Universität nach Prag. Dort promovierte er am 3. Dezember 1916 zum JUDr. Er war in den ungarischen Staatsdienst getreten und wurde 1918 in den Staatsdienst der neugegründeten Tschechoslowakei übernommen. Zuvor hatte er am 26. Mai 1917 die große juristische Staatsprüfung abgelegt.
Vom 1. Mai bis 30. September war Utischill Bürgermeister in Marienbad und im Anschluss vom 1. Oktober 1919 bis Juni 1939 Bürgermeister in Gablonz an der Neiße.
Nach der Besetzung der Grenzgebiete der Tschechoslowakei durch das Deutsche Reich und der Bildung des Reichsgaus Sudetenland war er 1938 in den deutschen Staatsdienst übernommen.
Im Juni 1939 wurde er zunächst kommissarisch und zum 1. April 1940 definitiv als Landrat im Landkreis Karlsbad eingesetzt. Ab 6. November 1942 war er gleichzeitig auch Landrat in Sankt Joachimsthal. Er blieb bis zum 8. Mai 1945 im Amt.
Er war Mitglied der Alldeutschen Partei (Schönerer), der Deutschradikale Partei (Wolf) und ab März 1938 der SdP und ab 1. Dezember 1938 der NSDAP (Mitgliedsnummer 6.482.045). Außerdem trat er 1939 der SA und 1940 der SS bei und war zusätzlich noch für den Sicherheitsdienst des Reichsführers SS in Karlsbad tätig.